# 苏利涅苏巴隆
苏利涅苏巴隆（法語：Souligné-sous-Ballon，法語發音：[suliɲe su balɔ̃]，意为“巴隆下方的苏利涅”）是法国萨尔特省的一个市镇，属于勒芒区。

## 地理
苏利涅苏巴隆（48°8'20"N, 0°14'10"E）面积12.76 平方千米，位于法国卢瓦尔河地区大区萨尔特省，该省份为法国西北部内陆省份，北起顺时针与奥恩省、厄尔-卢瓦省、卢瓦-谢尔省、安德尔-卢瓦尔省、曼恩-卢瓦尔省和马耶讷省接壤，是法国大西部的入口，连接卢瓦尔河谷、布列塔尼和巴黎盆地。
与苏利涅苏巴隆接壤的市镇（或旧市镇、城区）包括：巴隆-圣马尔、库尔瑟伯夫、拉吉耶尔什、茹埃拉贝、蒙比佐。

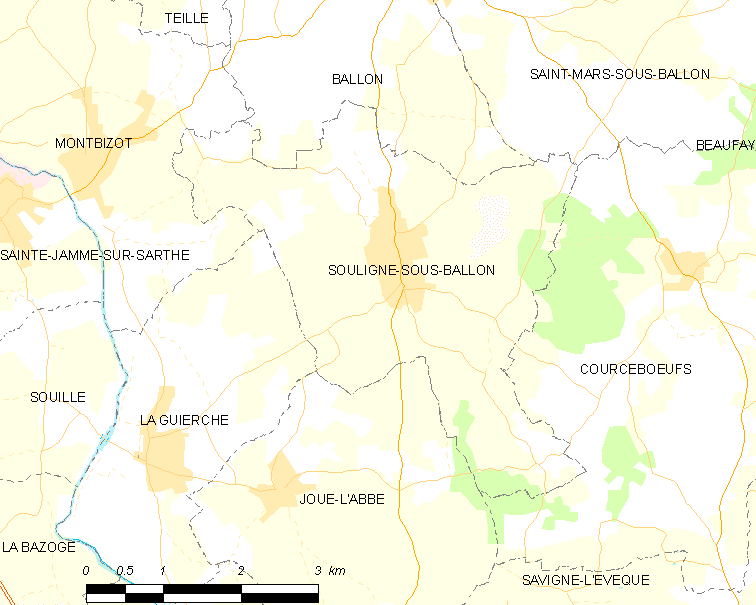
苏利涅苏巴隆的OSM定位图

苏利涅苏巴隆的时区为UTC+01:00、UTC+02:00（夏令时）。

## 行政
苏利涅苏巴隆的邮政编码为72290，INSEE市镇编码为72340。

## 政治
苏利涅苏巴隆所属的省级选区为博内塔布勒县。

## 人口

1962-2008年间苏利涅苏巴隆人口变化图示

苏利涅苏巴隆于2022年1月1日时的人口数量为1237人。